# II liga polska w hokeju na lodzie (1972/1973)
II liga polska w hokeju na lodzie 1972/1973 – 18. sezon drugiego poziomu ligowego hokeja na lodzie w Polsce. Został rozegrany na przełomie 1972 i 1973 roku.

## Formuła
Do sezonu przystąpiło 10 zespołów: Cracovia, Dolmel Wrocław, Odra Opole, Polonia Bytom (beniaminek), Stal Sanok, Stoczniowiec Gdańsk, Unia Oświęcim (spadkowicz z I ligi), Włókniarz Zgierz, Zagłębie Sosnowiec (spadkowicz z I ligi), Zjednoczeni Września (beniaminek).
Sezon rozpoczął się 14 października 1972. Składał się z 36 kolejek (dwie rundy po 9 serii dwumeczów), w których rozegrano 180 spotkań.
Mistrzem II ligi została drużyna Zagłębia Sosnowiec, która awansowała do I ligi. Pierwotnie degradacją do III ligi zostały dwa ostatnie zespoły w tabeli: Zjednoczenia Września oraz Polonia Bytom, które po reorganizacji II ligi i wprowadzeniu dwóch grup, pozostały na tym poziomie rozgrywek.

## Wyniki
| - I dwumecz – 14-15.X.1972: - Stal Sanok – Polonia Bytom 3:3 (1:2, 2:0, 0:1), 12:3 (3:2, 6:1, 3:0) - Zagłębie Sosnowiec – Cracovia 7:1, 5:3 - Unia Oświęcim – Zjednoczeni Września 8:1, 9:2 - Odra Opole – Dolmel Wrocław 5:5 - Stoczniowiec Gdańsk – Włókniarz Zgierz - II dwumecz – 21-22.X.1972: - Stal Sanok – Włókniarz Zgierz 8:5 (3:3, 0:2, 5:0), 8:3 (3:2, 5:0, 0:1) - Stoczniowiec Gdańsk – Zagłębie Sosnowiec 1:5, 1:4 - Unia Oświęcim – Cracovia 1:2, 8:5 - Zjednoczeni Września – Odra Opole 2:4, 1:8 - III dwumecz – 28-29.X.1972: - Zagłębie Sosnowiec – Stal Sanok 7:3 (1:2, 3:1, 3:0), 11:1 (1:0, 3:0, 7:1) - Odra Opole – Cracovia 2:5 (0:3, 1:1, 1:1), 2:7 (0:4, 0:0, 2:3) - Dolmel Wrocław – Zjednoczeni Września 10:2 (4:0, 4:1, 2:1), 3:4 (2:2, 0:0, 1:2) - Włókniarz Zgierz – Polonia Bytom 5:3 (2:1, 2:0, 1:1), 5:4 (2:1, 1:2, 2:1) - Unia Oświęcim – Stoczniowiec Gdańsk 4:5 (2:1, 1:0, 1:4), 10:0 (6:0, 1:0, 3:0) - IV dwumecz – 04-05.XI.1972: - Stal Sanok – Unia Oświęcim 0:3 (0:0, 0:2, 0:1), 2:9 (1:3, 1:3, 0:3) - Cracovia – Dolmel Wrocław - Włókniarz Zgierz – Zagłębie Sosnowiec - Stoczniowiec Gdańsk – Odra Opole - Polonia Bytom – Zjednoczeni Września - V dwumecz – 11-12.XI.1972: - Odra Opole – Stal Sanok 2:4 (1:2, 1:1, 0:1), 4:7 (2:3, 1:2, 1:2) - VI dwumecz – 18-19.XI.1972: - Stal Sanok – Dolmel Wrocław 5:2 (2:1, 2:1, 1:0), 6:1 (1:0, 4:0, 1:1) - VII dwumecz – 25-27.XI.1972: - Zjednoczeni Września – Stal Sanok 3:5 (1:2, 2:1, 0:2), 3:6 (1:0, 1:2, 1:4) - Odra Opole – Zagłębie Sosnowiec 3:4, 3:4 - Unia Oświęcim – Polonia Bytom 6:1, 9:1 - Cracovia – Stoczniowiec Gdańsk 1:2, 0:6 - Dolmel Wrocław – Włókniarz Zgierz 8:1, 1:4 - VIII dwumecz – 02-03-XII.1972: - Stal Sanok – Cracovia 4:4 (1:0, 3:2, 0:2), 2:6 (1:2, 1:2, 0:2) - Włókniarz Zgierz – Zjednoczeni Września 6:8, 14:11 - Zagłębie Sosnowiec – Dolmel Wrocław 13:1, 4:2 - Unia Oświęcim – Odra Opole 7:1, 4:4 - Polonia Bytom – Stoczniowiec Gdańsk 0:5, 4:5 - IX dwumecz – 09-10-XII.1972: - Stoczniowiec Gdańsk – Stal Sanok 9:3 (4:1, 3:0, 2:2), 5:2 (2:1, 1:1, 2:0) - Cracovia – Włókniarz Zgierz 6:2, 6:0 - Zjednoczeni Września – Zagłębie Sosnowiec 1:5, 1:8 - Dolmel Wrocław – Unia Oświęcim 2:4, 3:5 - Odra Opole – Polonia Bytom |  | - I dwumecz – 06-07.I.1973: - Polonia Bytom – Stal Sanok 3:6 (0:4, 2:1, 1:1), 9:2 (4:0, 4:0, 1:2) - Cracovia – Zagłębie Sosnowiec - Zjednoczeni Września – Unia Oświęcim - Dolmel Wrocław – Odra Opole - Włókniarz Zgierz – Stoczniowiec Gdańsk - II dwumecz – 13-14.I.1973: - Włókniarz Zgierz – Stal Sanok 5:2 (2:1, 2:1, 1:0); 6:0 (1:0, 3:0, 2:0) - Zagłębie Sosnowiec – Stoczniowiec Gdańsk - Cracovia – Unia Oświęcim - Odra Opole – Zjednoczeni Września - III dwumecz – 20-21.I.1973: - Stal Sanok – Zagłębie Sosnowiec 1:7 (1:3, 0:2, 0:2), 2:6 (1:1, 0:2, 1:3) - Cracovia – Odra Opole - Zjednoczeni Września – Dolmel Wrocław - Polonia Bytom – Włókniarz Zgierz - Stoczniowiec Gdańsk – Unia Oświęcim - IV dwumecz – 27-28.I.1973: - Unia Oświęcim – Stal Sanok 10:2 (1:0, 3:0, 6:2), 3:2 (1:0, 1:0, 1:2) - Dolmel Wrocław – Cracovia 4:5, 3:0 - Zagłębie Sosnowiec – Włókniarz Zgierz 8:2, 6:2 - Odra Opole – Stoczniowiec Gdańsk 7:3, 1:0 - Zjednoczeni Września – Polonia Bytom 5:4, 0:6 - V dwumecz – 03-04.II.1973: - Stal Sanok – Odra Opole 1:3 (0:1, 0:2, 1:0), 4:3 (1:2, 2:1, 1:0) - VI dwumecz – 10-11.II.1973: - Dolmel Wrocław – Stal Sanok 4:3 (1:1, 3:0, 0:2), 9:3 (1:1, 5:1, 3:1) - VII dwumecz – 17-18.II.1973: - Stal Sanok – Zjednoczeni Września 5:2 (1:1, 2:0, 2:1), 7:1 (1:0, 3:0, 3:1) - Zagłębie Sosnowiec – Odra Opole - Polonia Bytom – Unia Oświęcim - Stoczniowiec Gdańsk – Cracovia - Włókniarz Zgierz – Dolmel Wrocław - VIII dwumecz – 24-25-II.1973: - Cracovia – Stal Sanok 4:1 (0:0, 0:1, 4:0), 2:3 (0:2, 1:0, 1:1) - Zjednoczeni Września – Włókniarz Zgierz 4:3, 6:4 - Dolmel Wrocław – Zagłębie Sosnowiec 2:3, 2:6 - Odra Opole – Unia Oświęcim 2:7, 1:5 - Stoczniowiec Gdańsk – Polonia Bytom 8:2, 5:2 - IX dwumecz – 03-04-III.1973: - Stal Sanok – Stoczniowiec Gdańsk 5:2 (2:0, 1:1, 2:1), 6:0 - Włókniarz Zgierz – Cracovia 5:2, 5:2 - Zagłębie Sosnowiec – Zjednoczeni Września 12:6, 16:1 - Unia Oświęcim – Dolmel Wrocław 9:1, 6.3 - Polonia Bytom – Odra Opole 2:0, 5:2 |

## Tabela
| Msc. | Zespół               | M  | Pkt | W  | R | P  | G + | G - | +/-  |
| ---- | -------------------- | -- | --- | -- | - | -- | --- | --- | ---- |
| 1    | Zagłębie Sosnowiec   | 36 | 63  | 30 | 3 | 3  | 208 | 75  | +133 |
| 2    | Unia Oświęcim        | 36 | 57  | 27 | 3 | 6  | 191 | 84  | +107 |
| 3    | Stoczniowiec Gdańsk  | 36 | 44  | 21 | 2 | 13 | 156 | 121 | +35  |
| 4    | Cracovia             | 36 | 37  | 17 | 3 | 16 | 145 | 131 | +14  |
| 5    | Stal Sanok           | 36 | 34  | 16 | 2 | 18 | 136 | 162 | -26  |
| 6    | Odra Opole           | 36 | 33  |    |   |    | 124 | 130 | -6   |
| 7    | Dolmel Wrocław       | 36 | 28  | 12 | 4 | 20 | 126 | 147 | -21  |
| 8    | Włókniarz Zgierz     | 36 | 24  | 12 | 2 | 22 | 111 | 183 | -72  |
| 9    | Zjednoczeni Września | 36 | 21  | 0  | 0 | 0  | 111 | 212 | -101 |
| 10   | Polonia Bytom        | 36 | 19  | 8  | 3 | 25 | 108 | 171 | -63  |

- = awans do I ligi
- = spadek do III ligi